# 畠中浩旭
畠中 浩旭（はたなか ひろあき、1969年1月15日 - ）は、北海道出身のプロレスラー。本名およびデビュー当時のリングネームは畠中 浩（はたなか ひろし）。

## 経歴
大木金太郎に憧れ、レスラーを目指す。全日本プロレスに入団。
程なくして、人間関係を理由に退団。
14歳の頃から自己流トレーニングを開始。韓国にいる大木金太郎に直談判を決行するが会うことができず帰国。韓国が駄目ならと、片道切符と1000ドルを握り締めメキシコへ渡ったが、何千人ものルチャドールのいるメキシコでいきなり試合をするのは難しく断念。それからも、レスラーデビューをしようと何度も海外へ渡ろうとした。苦労の末、最終的にプエルトリコに渡り、1990年3月、待望のプロレスデビューを飾ることとなった。
SWSの旗揚げに伴い、ケンドー・ナガサキに誘われて入団、道場「檄」に所属。SWS崩壊後はNOW、東京プロレス、道産子プロレス道場元気、SPWFと所属団体を移った後、再びプエルトリコに渡り、顔を真っ白に塗ったペイントレスラー、グレート・センセイとして活躍。その後、日本の様々なインディー団体に登場。
1998年9月13日、レフェリーのクレイン中條（現：北都プロレス）とともにアジアンプロレスを旗揚げ。現在も代表として、地元北海道を中心にプロレス興行を開催している。
その他、韓国の団体にフリーで参戦している。

## 人物
- かつてはホームページ不要論者であったが、2018年よりFacebookを始めている。
- 巡業中、旭川の街中で英会話教室のティッシュを配られた時に「英語は喋れるから大丈夫」と、そのティッシュを返した事がある。

## 得意技
ジャンピング・パイルドライバー
ショルダースルー
ドロップキック
ギロチンドロップ
パワーボム
バックドロップ